# Symmachie
Symmachie (altgriechisch συμμαχία symmachía „Kampfgemeinschaft, Bündnis“; von σύμμαχος sýmmachos [Plural symmáchoi] „Mitkämpfer“) ist die Bezeichnung für einen Bündnisvertrag im antiken Griechenland.
Vor allem größere antike Bündnissysteme, wie der Peloponnesische Bund oder der Attisch-Delische Seebund, sind bekannte Beispiele für Symmachien, in deren Rahmen die einzelnen Poleis mit der Hegemonialmacht des Bundes (Sparta bzw. Athen) einen bilateralen Vertrag geschlossen hatten. Die Bündnispartner des Hegemons waren also in der Regel nicht untereinander verbündet. Allerdings verpflichteten sich in diesen Bündnissystemen die Bünder auch zur Heeresfolge, wenn die Hegemonialmacht dies wünschte, womit das Bündnis einen offensiven Charakter erhielt.
Im Allgemeinen waren Symmachien wenig institutionalisierte Vertragsbündnisse, d. h., sie besaßen keine oder wenige eigene Ämter bzw. politische Organe: Der militärische Oberbefehl beispielsweise kam naturgemäß dem Hegemon eines Bündnisses zu, eine unregelmäßig einberufene, beratende Bundesversammlung ist nur für den Peloponnesischen Bund überliefert. Die attische Symmachie verfügte bekanntermaßen über eine meist reichgefüllte Bundeskasse, in welche vor allem unbewaffnete Bündner Ersatzzahlungen für den fehlenden militärischen Beitrag leisten mussten. Sie befand sich in der Frühzeit des Bündnisses auf der Insel Delos – was eine eher dezentrale Organisation anzeigt – und wurde später, insbesondere im Zuge der stärkeren Zentralisierung des Bundes auf Athen hin, im dortigen Parthenon untergebracht.
Im Peloponnesischen Krieg kam eine Form der Symmachie mit Namen Epimachie (epimachia) auf, die im Grunde nur die alte Form der Symmachie war und strikt defensiven Charakter besaß. Das Bündnis verpflichtete nur zum Beistand im Falle eines Angriffs auf einen der Bündnispartner (vergleiche Thukydides I 44). Die unter den Königen der Molosser vereinigten epirotischen Stämme bildeten ursprünglich nur ein Koinon (koina), das sich aber später unter Einschluss anderer Staaten zu einer Symmachie erweiterte. Hegemon des Bundes waren die Könige aus der Familie der Aiakiden. In hellenistischer Zeit wurden die vertraglichen Symmachien durch deutlich festere, bundesstaatliche Strukturen (die koina) verdrängt, welche zumeist auch nicht mehr auf einen Hegemon ausgerichtet waren.
Die Bezeichnungen der Bündnisse, etwa als Delisch-Attischer oder Peloponnesischer Bund, sind allesamt modern. In zeitgenössischen Quellen findet man beispielsweise die markanten Wendungen „Die Athener und ihre Mitkämpfer“ (hoi Athenaíoi kai hoi sýmmachoi) oder „Die Lakedaimonier und ihre Mitkämpfer“ (hoi Lakedaimonioi kai hoi sýmmachoi).

## Bekannte Symmachien
- Erster Attischer Seebund
- Zweiter Attischer Seebund
- Korinthischer Bund
- Peloponnesischer Bund